# Emanuela de Paula
Emanuela de Paula (Cabo de Santo Agostinho, 25 de abril de 1989) é uma supermodelo brasileira.
Segundo a revista Forbes, foi a 11ª modelo mais bem paga do mundo em 2008, com ganhos estimados em 2,5 milhões de dólares.

## Família e começo
Filha de um radialista e de uma dona de casa, nasceu na cidade de Cabo de Santo Agostinho e foi criada por sua tia que é doceira. Emanuela foi descoberta durante o Shopping Recife Fashion e imediatamente foi convidada pelos organizadores do São Paulo Fashion Week para conhecer o centro-sul do país e investir na carreira de modelo. Atualmente, mora em New York.
Emanuela de Paula é descendente de africanos, holandeses e índios.

## Carreira
Desde 2005, faz parte do casting da Marilyn Agency de New York e Paris, da Select Model Management em Londres e da D Management Group em Milão.
Fez campanhas para diversas marcas e grifes como Alexandre Herchcovitch, DKNY, JLO by Jennifer Lopez, Tommy Hilfiger, Victoria's Secret, Lacoste, Rosa Chá, Diane von Furstenberg, Sephora, Next, Colcci e outras.
A modelo foi fotografada por Craig McDean, Issac Mizrahi, Mert Alas & Marcus Piggot e Patrick Demarchelier.
Participou de editoriais para revistas como Marie Claire, French Magazine, Allure, Elle Acessories, Vogue, Glamour, Criativa, Giant Magazine e outras.

### Ano de 2008
Em Fevereiro, estampou a campanha de Dia dos Namorados da marca Victoria's Secret nos Estados Unidos. Em Março, ela fez uma campanha para as lojas de departamento londrina Next, no Rio de Janeiro, e no mês de Maio de 2008, fotografou para o prestigiado Calendário Pirelli, em Botsuana - localizado no continente africano - no meio de 15 elefantes.